# Loi fédérale sur la poursuite pour dettes et la faillite
Lire en ligne

Fedlex

La loi fédérale sur la poursuite pour dettes et la faillite (LP) règle en Suisse le recouvrement d’une créance par l’exécution forcée. La mise en œuvre d’une prestation pécuniaire passe par l’ouverture d’une poursuite du créancier contre le débiteur auprès de l’office cantonal des poursuites. À l’issue de la procédure, le débiteur peut soit être libéré de la poursuite, soit condamner à payer et voir ses biens réalisé via la saisie ou la faillite.
Votée le 11 avril 1889 et entrée en vigueur le 1er janvier 1892, la LP est l’une des plus vieilles lois fédérales toujours en vigueur. Elle précède de plus d’un siècle l’entrée en vigueur du code de procédure civile qui unifiera la procédure civile en Suisse. 

## Déroulement
La procédure commence par la réquisition de poursuite du créancier, que l’office des poursuites adresse au débiteur sous la forme d’un commandement de payer.
Celui-ci peut alors choisir de payer ou de faire opposition au commandement dans les 10 jours. L'opposition peut être partielle auquel cas le créancier mentionne le montant pour lequel il fait opposition et paie le solde.
Dans le cas d’une opposition, le créancier peut alors tenter, selon les preuves de sa créance à disposition, de demander la mainlevée définitive (s’il est en possession d’un jugement exécutoire) ou provisoire (s’il est en possession d’une reconnaissance de dettes) de l’opposition. Il peut aussi intenter une action en reconnaissance de dettes pour faire confirmer sa créance devant un juge.
Si le débiteur ne fait pas opposition dans le délai, ou si l’opposition est écartée, le créancier peut alors requérir la continuation de la poursuite.
L’office des poursuites va alors, selon la nature du débiteur, procéder à la saisie de ses biens ou de son revenu pour désintéresser le créancier, ou alors le mettre en faillite.

## Organisation

### Extrait des poursuites
L'extrait est limité à l'arrondissement de l'office où est domicilié le débiteur.

### Masquage des poursuites
Depuis le 1er janvier 2019, l'article 8a alinéa 3 lettre d a été ajouté. Il permet au débiteur de masquer une poursuite en cours, au plus tôt trois mois après la notification d'un commandement de payer pour autant qu'il ait fait opposition, même partiellement,.
Cette démarche peut être contrée par le créancier qui doit démontrer, dans les 20 jours, qu'il a entamé les démarches pour la levée de l'opposition.
En cas de continuation de poursuite, la poursuite réapparaît dans les extraits officiels.